# Train à Grande Vitesse

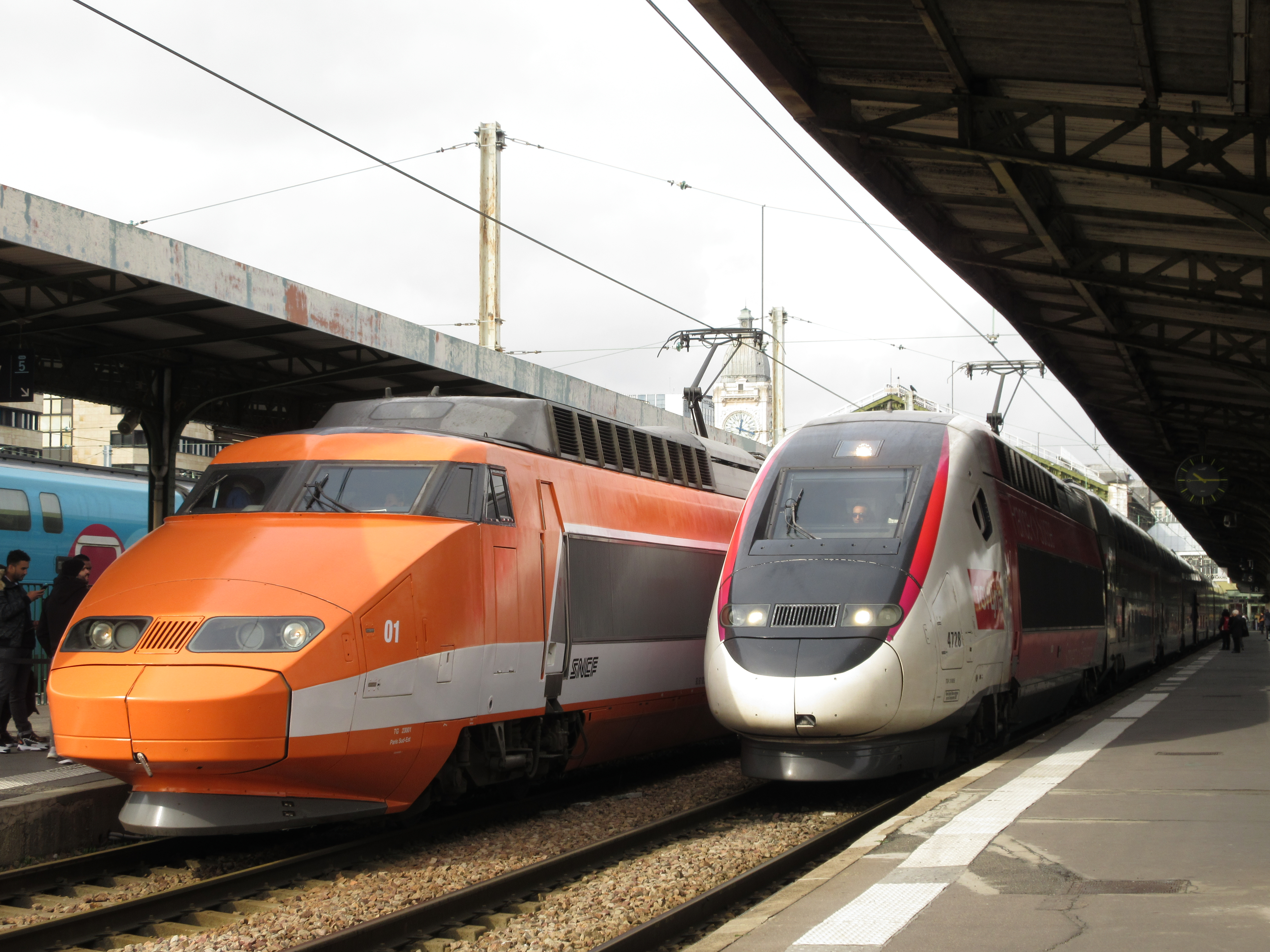
TGV Sud-Est-treinstel (TGV 01) en een TGV 2N2 Lyria (TGV 4728) in Parijs (Gare de Lyon)

Hogesnelheidslijnen in West-Europa

De Train à Grande Vitesse (uitspraakⓘ), afgekort TGV, is een Franse familie van hogesnelheidstreinen van de SNCF en haar dochterondernemingen, gebouwd door Alstom. Kenmerkend aan de TGV-familie zijn de aparte motorrijtuigen aan de voor- en achterzijde van de trein.
Voor de TGV's zijn en worden speciale Lignes à Grande Vitesse (hogesnelheidslijnen) aangelegd.
De eerste reguliere inzet van de TGV was op 27 september 1981 op de Ligne à Grande Vitesse (LGV) Sud-Est tussen Parijs en Lyon. Vijf dagen eerder was de trein officieel in gebruik gesteld door president François Mitterrand. Op deze eerste lijn halen de TGV's snelheden tot 300 kilometer per uur in de reguliere dienst. Op de nieuwste lijnen is dat 320 km∕h.

## Snelheid
De aanvankelijke TGV-maximumsnelheid van 260 km/h werd in 1982 verhoogd tot 270 km/h en weer later naar 300 km∕h. Sinds 2004 rijden de TGV's op sommige gedeeltes van lijnen zelfs 320 km∕h in de normale dienst. Als TGV's gebruikmaken van 'gewone' spoorlijnen is de snelheid maximaal 220 km∕h.
Er zijn diverse testritten met zeer hoge snelheid gehouden. Op 13 februari 2007 heeft een ingekort TGV-treinstel een officieuze snelheid van 559 km∕h gereden in een test. Het snelheidsrecord van 515,3 km∕h dat een TGV Atlantique op 18 mei 1990 behaalde werd hiermee verbroken. Op 3 april 2007 werd met een speciaal geprepareerde TGV Duplex in het kader van het V150-programma (150 m∕s = 540 km∕h) een snelheid behaald van 574,8 km∕h op het traject LGV Est. De TGV is hiermee de snelste conventionele trein ter wereld, alleen met een magneetzweeftrein zijn hogere snelheden behaald.

## Geschiedenis
In Japan reed de eerste commerciële hogesnelheidstrein ter wereld, de Shinkansen. Deze verbond op 1 oktober 1964 al de Japanse steden Tokio en Osaka met hoge snelheid.
Het hele idee achter de TGV's is ontstaan in de jaren zestig. De afkorting TGV stond toentertijd voor Très Grande Vitesse (Zeer Hoge Snelheid). Oorspronkelijk zouden deze TGV's op gas moeten gaan rijden. De experimenten met deze trein werden georganiseerd vanuit de Franse regering, die haar zinnen gezet had een hogesnelheidsnetwerk dat het Japanse zou overtroeven. Het eerste model, het prototype TGV 001, was uitgerust met een gasturbine die oorspronkelijk was ontworpen voor de aandrijving van helikopters, maar nu als generator functioneerde die de elektriciteit leverde waarmee de trein werd voortgestuwd. Hij werd toegepast omdat hij in verhouding tot zijn gewicht meer vermogen heeft dan een zware dieselmotor. Na de oliecrisis van 1973 ging men over op directe elektrische voeding in verband met de veel duurdere brandstof.
Met deze trein werden niet alleen een motor op hoge snelheid, maar ook de remmen, aerodynamica en seinen getest. De trein behaalde uiteindelijk een topsnelheid van 318 km∕h, wat nog altijd een record is voor een trein die niet op elektriciteit rijdt. Ook het ontwerp van de trein is overgenomen in de latere ontwikkelingen van de TGV. Het ontwerp was afkomstig van Jack Cooper, die daarmee de basis heeft gelegd voor alle latere TGV's, met de typische TGV-neus. Om van de door gas aangedreven trein een elektrisch aangedreven trein te maken zijn onder meer een speciale pantograaf, motor, wielophanging en remmen ontworpen en doorgevoerd.
In 1976 besloot de Franse regering het TGV-project te ondersteunen en financieren. Dit resulteerde in de constructie van de LGV Sud-Est, de eerste hogesnelheidslijn. Deze lijn is LN1 genoemd, Ligne Nouvelle 1, Nieuwe Lijn 1. Na de TGV 001 zijn er nog twee proeftreinen gebouwd. De eerste productieversie werd op 25 april 1980 afgeleverd. Op 27 september 1981 is de eerste TGV gaan rijden tussen Parijs en Lyon. De reizigers waren vooral zakenmensen die voorheen het vliegtuig namen tussen deze twee grote Franse steden. Al snel raakte de TGV ingeburgerd en maakte ook het grote publiek in toenemende mate gebruik van de trein, mede omdat men voor de TGV niet extra behoefde te betalen.

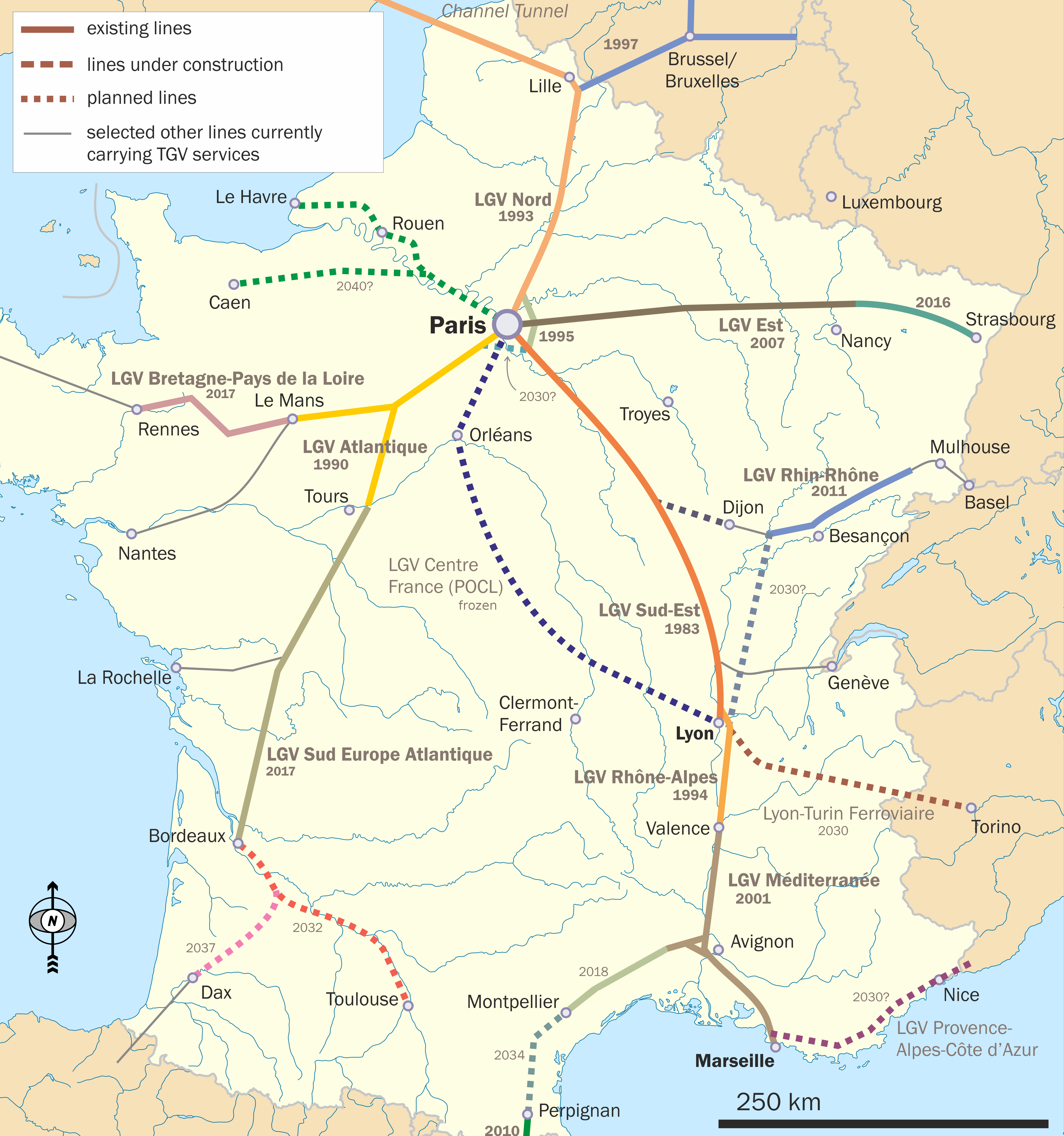
Hogesnelheidsspoorlijnen in Frankrijk

Sindsdien zijn er vele hogesnelheidsspoorlijnen geopend in Frankrijk. De aanleg van de LGV Atlantique (de LN2), tussen Parijs en Tours/Le Mans is in 1985 van start gegaan. Deze is in 1989 gereedgekomen en in gebruik genomen. De LGV Nord Europe (LN3) naar Calais en de grens met België is gebouwd vanaf 1989 en in 1993 in gebruik genomen. Vervolgens kwam een verbinding tot stand tussen de LGV Nord Europe, de LGV Atlantique en de LGV Sud-Est via een randverbinding om Parijs. Deze verbinding, de Interconnexion, kreeg stations bij onder meer Aéroport Charles-de-Gaulle en Marne la Vallée/Disneyland Paris. De LGV Rhône-Alpes (LN4) van de LGV Sud-Est naar Valence is vanaf 1990 gebouwd en in 1992 in gebruik genomen. De LGV Méditerrannée (LN5) van de LN1 naar Marseille is vanaf 1996 gebouwd. Deze is in 2001 in gebruik genomen.
Sinds 1994 verbindt de Eurostar Londen via de Kanaaltunnel met Brussel en Parijs. Aanvankelijk waren er op het Engelse gedeelte van het traject geen voorzieningen voor een hogesnelheidstrein. Er werden treinen ingezet die waren gebaseerd op de TGV, maar aangepast aan het smallere Engelse omgrenzingsprofiel, derderailspanning en de strenge veiligheidseisen in de Kanaaltunnel. De treinen reden tot aan station London Waterloo. Op 14 november 2007 werd High Speed 1, het hogesnelheidstraject van de Kanaaltunnel tot Londen, volledig in gebruik genomen en werd London Saint Pancras het nieuwe eindpunt. De totale reistijd werd zo met meer dan veertig minuten ingekort. De aangepaste TGV's zijn sindsdien niet meer nodig en zijn gedemonteerd. De nieuwe Eurostar e320-treinen gebruiken het bredere, continentaal-Europese omgrenzingsprofiel en hebben geen derderailspanningsvoorziening meer.
Op 10 juni 2007 is de LGV Est, van Parijs naar Vendenheim, in gebruik genomen. In 2016 is de lijn verlengd naar even buiten Straatsburg, waardoor de reisduur, die nog 2 uur en 17 minuten is, met 30 minuten bekort wordt. Op 11 december 2011 is het eerste deel van de oostelijke tak van de LGV Rhin-Rhône geopend, tussen Villers-les-Pots en Petit-Croix. Deze lijn is de eerste LGV-lijn die de regio Parijs niet aandoet, en geen verlenging is van een lijn die dat wel doet. Sinds de opening van deze lijn is de totale lengte van het Franse hogesnelheidsnetwerk 2037 kilometer.
In 2017 zijn de LGV Sud Europe Atlantique en de LGV Bretagne-Pays de la Loire geopend. Deze verbinden de twee takken van de LGV Atlantique met respectievelijk Bordeaux en Rennes. Een verdere verlenging naar Toulouse wordt in de jaren 2030 verwacht.

## Techniek

### Configuratie
Alle typen TGV's kennen twee motorrijtuigen met een cabine voor de machinist, waartussen zich acht rijtuigen bevinden (bij de TGV-Atlantique tien). De lengte van een tiendelig treinstel is 200 meter. De rijtuigen hebben een zogenaamde Jacobsoplegging: tussen twee rijtuigen bevindt zich maar één draaistel waar beide rijtuigen op rusten. De motorrijtuigen hebben geen Jacobsoplegging maar elk twee motordraaistellen.
Regelmatig rijden twee treinstellen gekoppeld, met in totaal dus vier motorrijtuigen en zestien of twintig rijtuigen. Tijdens de dienst komt het voor dat twee treinstellen over een gedeelte van de reis gekoppeld rijden. Na splitsing hebben beide treinstellen een eigen bestemming. Een treinstel kan ook op een deeltraject worden bijgeplaatst om meer zitplaatsen te bieden.

### Stroomafname
Bij het rijden zijn beide motorrijtuigen in gebruik: de ene trekt, de ander duwt. Vanwege de turbulentie rond de kop van het voorste motorrijtuig wordt de achterste stroomafnemer of pantograaf gebruikt. Het voorste motorrijtuig wordt gevoed via een hoogspanningskabel over de daken van de tussenrijtuigen.
Door deze operationele regel is de slijtage van de pantografen op de beide motorrijtuigen gelijk. De treinstellen leggen immers in beide rijrichtingen een gelijke afstand af.
Als twee treinstellen gekoppeld rijden worden de vier motorrijtuigen vanuit de voorste cabine bestuurd. Van beide treinstellen wordt de achterste pantograaf gebruikt.
Tijdens de ontwikkeling van de eerste generatie TGV is het contact tussen de pantograaf en de bovenleiding als een belangrijk ontwerprisico gezien. De pantografen die toegepast worden op de TGV-PSE en TGV-A hebben daarom een ontwerp met een dubbel scharnierende/verende constructie gekregen. Deze constructie moet ervoor zorgen dat de pantograaf het contact met de bovenleiding niet verliest. De pantograaf moet namelijk in staat zijn in korte tijd de hoogteverschillen van de bovenleiding op te vangen. De pantografen van latere TGV-series hebben dit ontwerp niet. Wel zijn de pantografen voorzien van actieve vering. De stijfheid van de vering is instelbaar en afhankelijk van de rijsnelheid. Door de technische ontwikkelingen is de stroomoverdracht tussen bovenleiding en trein niet meer kritisch.

### Bovenleidingsspanning
In Frankrijk worden twee spanningssoorten toegepast: 1500 V gelijkspanning voor de lijnen ten zuiden van Parijs; 25 kV 50 Hz wisselspanning voor de lijnen ten noorden van Parijs en alle nieuw geëlektrificeerde lijnen, inclusief de LGV's. Omdat de TGV na het verlaten van de LGV verder rijdt over conventionele spoorlijnen zijn alle TGV's geschikt voor beide soorten. Het omschakelen gebeurt al rijdende. De reiziger kan dat wellicht merken aan het kortstondig uitvallen van de ventilatie en/of airconditioning.
Bij voeding met 1500 V gelijkspanning zijn het vermogen en de topsnelheid beperkt. Onder de 1500V-bovenleiding gebruikt elk motorrijtuig de eigen stroomafnemer.
De TMST-treinstellen zijn oorspronkelijk niet geschikt voor 1500 V gelijkspanning omdat geen diensten ten zuiden van Parijs werden voorzien. Inmiddels zijn vijf treinstellen omgebouwd voor de diensten naar de wintersportgebieden in de Franse Alpen.

### Treinbeveiliging
In Frankrijk zijn spoorlijnen uitgerust met een systeem voor treinbeveiliging. Dit is een systeem dat controleert of de machinist zich aan de seinen en maximum baanvaksnelheden houdt en zo nodig ingrijpt. Op de conventionele lijnen, zowel die geëlektrificeerd zijn met 1500V gelijkspanning als met 25 kV 50 Hz wisselspanning, wordt hiervoor het KVB-systeem gebruikt. Dit systeem is niet geschikt voor de hogesnelheidslijnen, daarvoor werd het systeem TVM ontwikkeld. Alle TGV's zijn daarom uitgerust met apparatuur voor beide systemen: KVB en TVM. Het omschakelen tussen systemen gaat al rijdende, de reiziger merkt dat niet.
TVM is er in twee versies:
- TVM-300 is toegepast op de LGV-PSE en LGV-A.
- Het nieuwere TVM-430 is toegepast op de overige LGV's, in de Kanaaltunnel, en op de westelijke tak van het Belgische HSL-net.

TVM-430 apparatuur kan ook functioneren op lijnen die zijn uitgerust met TVM-300. Treinstellen die worden ingezet voor diensten in het buitenland zijn daarnaast uitgerust met de treinbeveiligingsapparatuur van dat land.
Vanuit de EU is een Europese standaard ontwikkeld voor treinbeveiliging, het European Rail Traffic Management System (ERTMS). De lidstaten hebben zich verplicht internationale corridors en nieuwbouwlijnen met dit systeem uit te rusten. De LGV-Est is voorzien van ERTMS.

## Soorten TGV's

### TGV Sud-Est
De TGV-Paris-Sud Est is de oorspronkelijke en oudste TGV, die vooral op de LGV Sud Est ingezet wordt. De treinen waren oorspronkelijk oranje-wit, maar zijn inmiddels allemaal gerenoveerd en in de grijsblauwe kleuren geschilderd. Een aantal treinstellen is geschikt voor de dienst naar Zwitserland, die sinds een aantal jaren onder de naam TGV Lyria rijdt. Met de renovatie is de maximumsnelheid verhoogd van 270 km∕h naar 300 km∕h en is het aantal zitplaatsen in tweede klasse uitgebreid ten koste van zitplaatsen eerste klasse. Enkele treinstellen waren uitgerust met uitsluitend eerste klasse zitplaatsen. Met de renovatie hebben deze treinstellen de normale zitplaatsindeling gekregen. De TGV-PSE heeft een aandrijving met gelijkstroommotoren. In totaal heeft een TGV-PSE zes aangedreven draaistellen, met in elk draaistel twee motoren. Deze draaistellen zijn verdeeld over de beide motorrijtuigen (4) en de draaistellen direct daaraan grenzend. Dit resulteert in een vermogen van 6350 kW. Treinstel 16 van de TGV-PSE heeft op 26 februari 1981 het toenmalige wereldrecord gebroken met een snelheid van 380,4 km∕h.

### TGV Postal
De TGV Postal was de enige TGV die niet voor reizigers bestemd was. Deze TGV vervoerde tussen 1984 en 2015 post tussen Parijs en Lyon. Er waren 3½ posttreinstellen: drie voor de normale dienst en een halve (één motorrijtuig en vier rijtuigen) als reserve. De stellen zijn technisch identiek aan de TGV-PSE, behalve dat de draaistellen zwaarder zijn om meer last te kunnen dragen. De TGV Postal heeft een gele kleurstelling. Er zitten geen ramen in de rijtuigen.

### TGV-Atlantique
De TGV-Atlantique is gebouwd voor de LGV Atlantique, de lijn van Parijs richting Le Mans/Bretagne en Bordeaux. De treinen hebben een grijsblauwe uitmonstering en zijn twee rijtuigen langer dan de overige TGV-series. De aandrijftechniek van de TGV-A is moderner dan die van de TGV-PSE. De TGV-A en latere series hebben een aandrijving met synchrone draaistroommotoren. Alleen de draaistellen onder de motorrijtuigen zijn aangedreven. Het vermogen is 8800 kW en de maximale dienstsnelheid is 300 km∕h.

### Trans-Manche Super Train
De Trans-Manche Super Train (TMST) is gebouwd voor gebruik bij Eurostar. De treinen moesten tot 2007 een gedeelte van het traject in het Verenigd Koninkrijk over het gewone spoorwegnet rijden. In het Verenigd Koninkrijk is er een smaller omgrenzingsprofiel en profiel van vrije ruimte, omdat de tunnels kleiner zijn, de sporen dichter bij elkaar liggen en de perrons dichter bij het spoor staan. Daarom zijn de TMST-stellen smaller en lager dan andere TGV-stellen. In het zuiden van Engeland zijn spoorlijnen bovendien geëlektrificeerd via een derde rail, vergelijkbaar met de voeding van een metro. De treinen waren bij levering geschikt om via een derde rail te worden gevoed met 750 volt gelijkspanning. Na de realisatie van de Channel Tunnel Rail Link werd de derde rail-installatie weggehaald.
De treinstellen zijn twee keer zo lang als die van een normale TGV en kunnen daarom niet gekoppeld rijden. De aandrijftechniek is afwijkend van andere TGV-series. De motoren zijn van het asynchrone principe, de installatie is geleverd door het Engelse Brush. Omdat een treinstel langer en zwaarder is, zijn niet alleen de draaistellen onder de beide motorrijtuigen aangedreven maar ook de direct aangrenzende draaistellen.

### TGV R(éseau)
De TGV-Réseau is gebouwd om op alle LGV's ingezet te kunnen worden. Sommige van deze treinen zijn geschikt voor de bovenleidingsspanning van 3000V die in België en Italië wordt gebruikt. Van deze subserie worden tien treinstellen ingezet voor de diensten van Thalys, later Eurostar, naar Brussel en Amsterdam. Deze treinstellen worden TGV-PBA (Parijs Brussel Amsterdam) genoemd en zijn in de Thalyskleuren geschilderd. Ook de diensten naar Luxemburg via de LGV-Est worden met TGV-R-treinstellen uitgevoerd.
De aandrijving van de TGV-R is verbeterd ten opzichte van de TGV-A om deze geschikt te maken voor het langdurig rijden op topsnelheid. De TGV-R legt langere afstanden af over de LGV's. Dit weerspiegelt zich niet in het vermogen van 8800 kW, dat is gelijk aan de TGV-A. De maximale dienstsnelheid is 320 km∕h.

#### TGV PBA
De PBA is een tricourante TGV Réseau (geschikt voor drie bovenleidingsspanningen), maar dan in Thalyskleuren. De PBA's rijden voor Thalys, later Eurostar, enkel op de treindienst Parijs - Brussel - Amsterdam.

### TGV PBKA
De TGV-PBKA (genoemd naar "Parijs Brussel Keulen Amsterdam") zijn in 1996-1997 gebouwd voor de Thalys-diensten en zijn geschilderd in de Thalyskleuren. De eigendom van de treinstellen is verdeeld over de vier betrokken spoorwegmaatschappijen: SNCF, NMBS, DB en NS. De treinstellen zijn geschikt voor de vier algemene bovenleidingsspanningen die in Europa worden gebruikt, net zoals de ICE 3M. De Eurostardiensten Parijs - Brussel -  Keulen worden altijd uitgevoerd door een TGV-PBKA, en ook sommige diensten naar Amsterdam.

### TGV-RD (Réseau-Duplex)
Uit 19 TGV-Réseau-treinstellen zijn nieuwe TGV-POS-treinstellen gevormd (serie 4400). Voor deze stellen heeft de SNCF 38 nieuwe tricourante motorwagens besteld, de rijtuigen echter bestaan uit gereviseerde TGV-Réseau-rijtuigen.
Voor de TGV-Réseau-motorwagens zijn nieuwe dubbeldeksrijtuigen besteld zodat er 19 Réseau-Duplexen (600-serie) zijn ontstaan.

### TGV-2N (Duplex)
De TGV-Duplex is een dubbeldekstrein gebouwd om de groei van het aantal reizigers op de LGV Paris-Sud-Est op te vangen. Ook op de andere LGV's worden deze treinstellen ingezet. De aandrijving is gelijk aan die van de TGV-R. De kopvorm is meer gestroomlijnd. Deze kopvorm is ook toegepast op de TGV-PBKA en TGV-POS.

### TGV-2N2 (Euroduplex)
De TGV Euroduplex wordt gemaakt sinds 2011, en kan beschouwd worden als de derde generatie TGV Duplex.
Op 23 november 2019 heeft TGV Lyria de nieuwe Euroduplex-dubbeldekkers gepresenteerd in Zürich. De treinen zijn bedoeld om de verbinding tussen Zwitserland en Frankrijk te verbeteren. Vanaf december 2019 worden de treinen ingezet tussen Zürich, Lausanne, Genève en Parijs. Met de 15 nieuwe dubbeldekkers van TGV is het aantal zitplaatsen verhoogd van 4500 naar 18000.

### TGV-POS
De TGV-POS (Paris – Oost-Frankrijk – Zuid-Duitsland) is de vierde generatie TGV, waarvan het prototype (stel 4401) in 2004 is afgeleverd. De treinstellen zijn primair bedoeld voor de nieuwe LGV-Est (Parijs – Straatsburg) die in 2007 in gebruik werd genomen. De treinstellen zijn geschikt om in Duitsland en Zwitserland te rijden voor de diensten naar Frankfurt, Bazel en Stuttgart. De motorrijtuigen worden nieuw gebouwd terwijl de tussenrijtuigen worden overgenomen van TGV-R-treinstellen.
De aandrijving is moderner dan de vorige TGV-series. De motoren zijn van het asynchrone principe. Daarmee heeft Alstom de aandrijving op de huidige stand van de techniek gebracht.

### AGV (Automotrice à Grande Vitesse)
Op 5 februari 2008 presenteerde Alstom haar volgende generatie hogesnelheidstrein, genaamd AGV (Automotrice à Grande Vitesse).
In tegenstelling tot de TGV heeft de AGV geen aparte motorwagens aan de voor- en achterzijde van de trein, maar zijn de motoren gelijkmatig onder de rijtuigen verdeeld, zodat er over de gehele lengte van de trein ruimte is voor passagiers. Deze nieuwe opzet resulteerde in de nieuwe naam AGV, met de A van automotrice (Frans voor treinstel).
De eerste AGV-treinstellen werden geleverd aan het Italiaanse Nuovo Trasporto Viaggiatori. De Franse SNCF koos niet voor AGV als nieuwe generatie TGV.

### Avelia Horizon (TGV M)
In september 2016 sloten de SNCF en Alstom een akkoord voor het ontwerp en de levering van de vijfde generatie hogesnelheidstreinen van Alstom, die door de fabrikant "Avelia Horizon" wordt genoemd en door de SNCF "TGV-M" (M voor modulair). De eerste TGV M verliet de fabriek in december 2022. Alvast 15 treinstellen werden besteld in de internationale versie, waarmee de SNCF de concurrentie in Italië wil aangaan. Ook concurrent Proxima bestelde 12 Avelia Horizon-treinstellen.

### Buitenlandse versies van de TGV
- De eerste generatie van de Spaanse hogesnelheidstrein AVE is gebaseerd op de TGV-Atlantique, echter met acht tussenrijtuigen.
- De Koreaanse hogesnelheidstrein KTX is, net zoals de TMST, twee keer zo lang als een normale TGV. Het aandrijfconcept is vergelijkbaar met dat van de TMST.
- De Amerikaanse Acela is "verre familie" van de TGV.
- De Marokkaanse TGL of TNR is de Afrikaanse versie van de TGV.

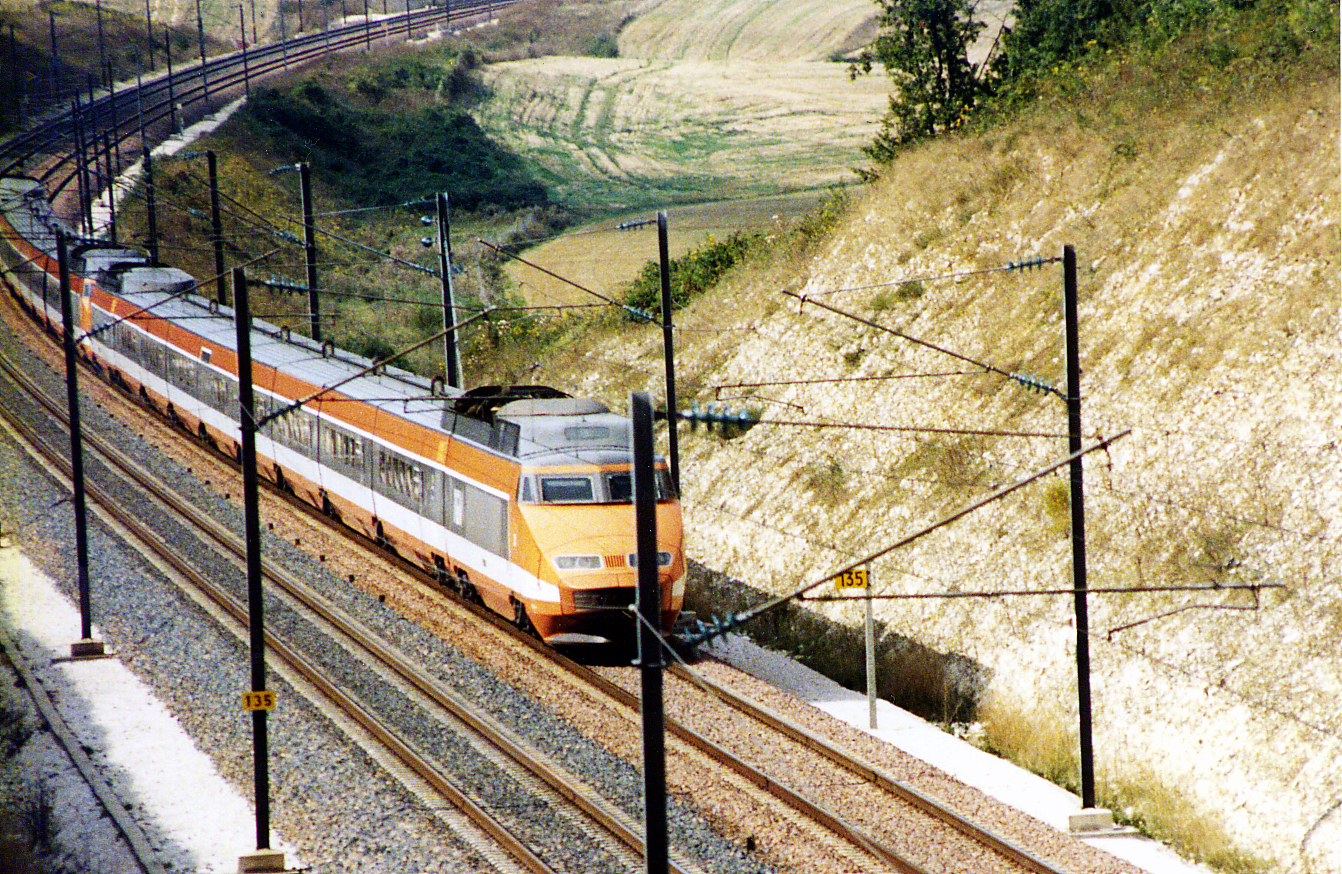
TGV Sud-Est in z'n oorspronkelijke oranje-witte kleur.
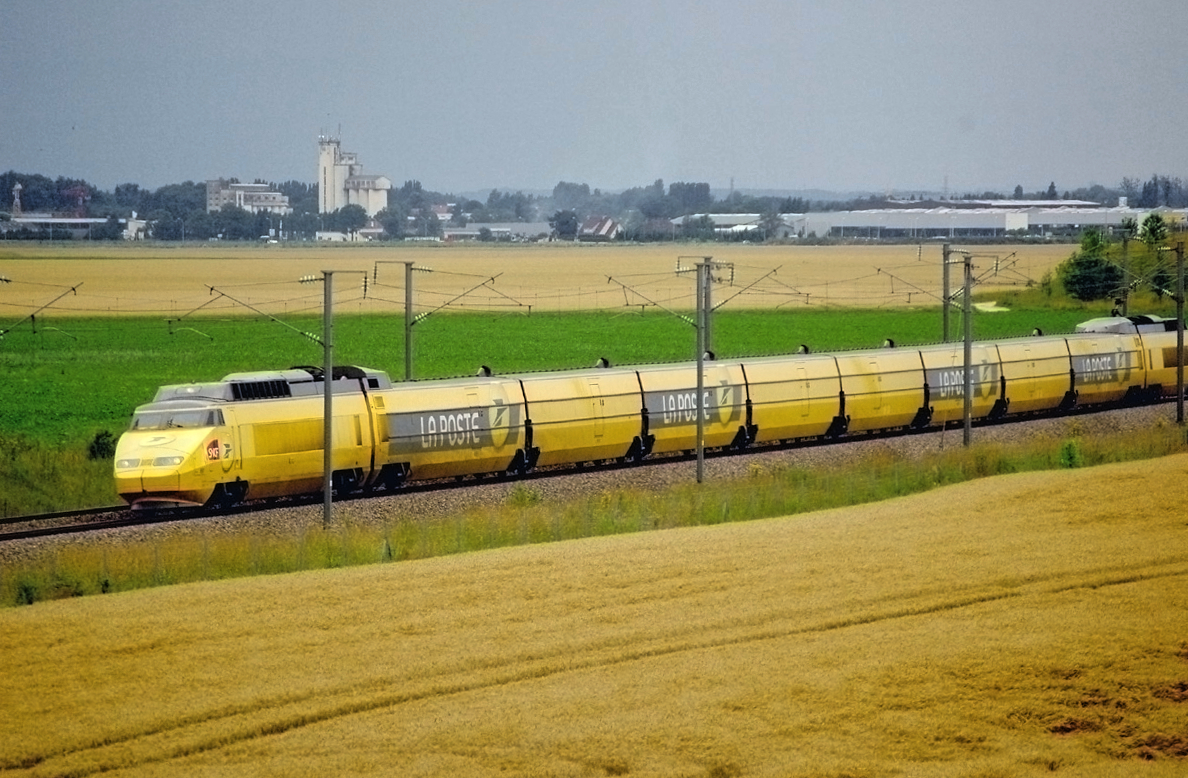
TGV Postal bij Chevry; juni 2007
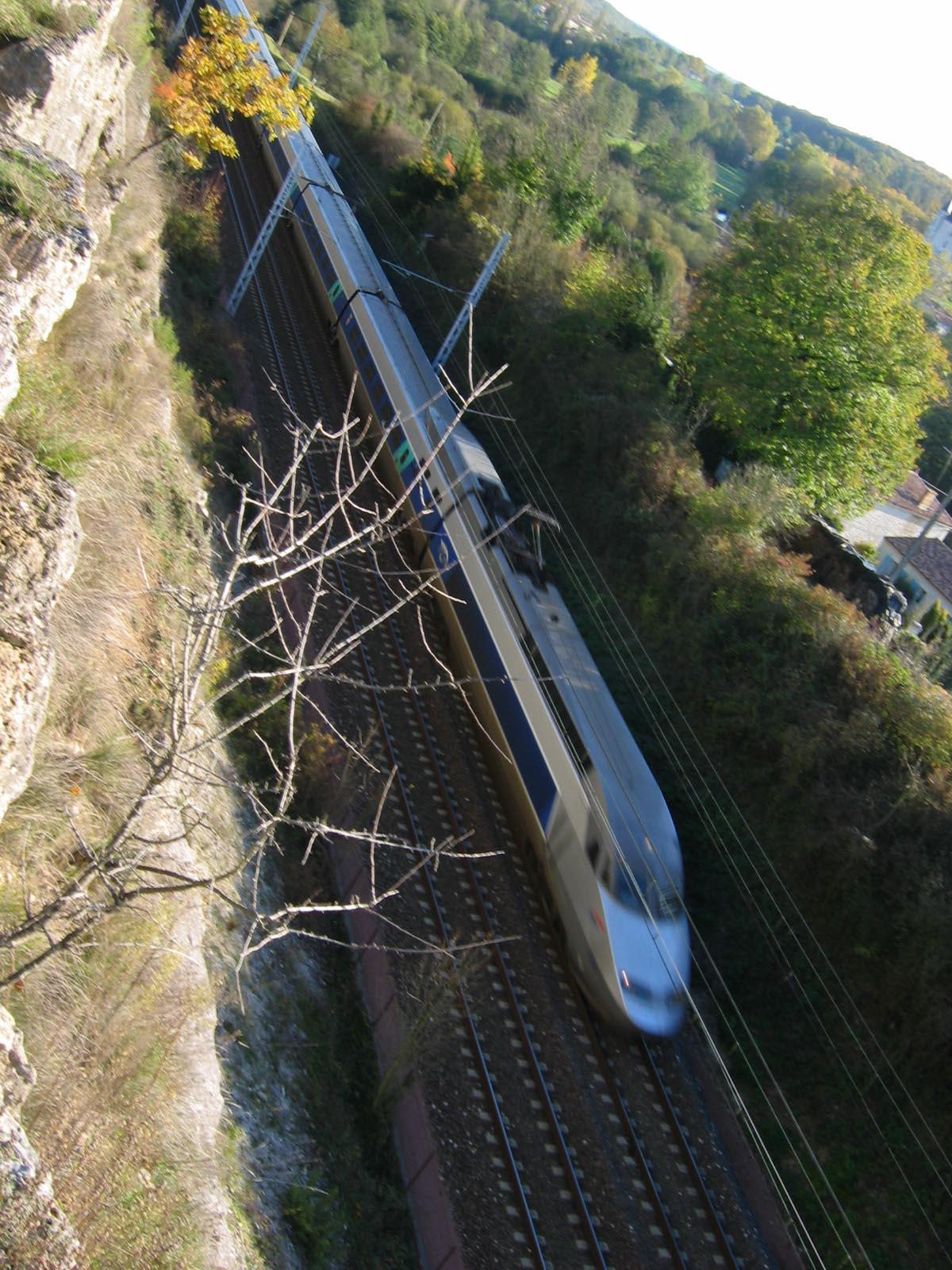
TGV-Atlantique
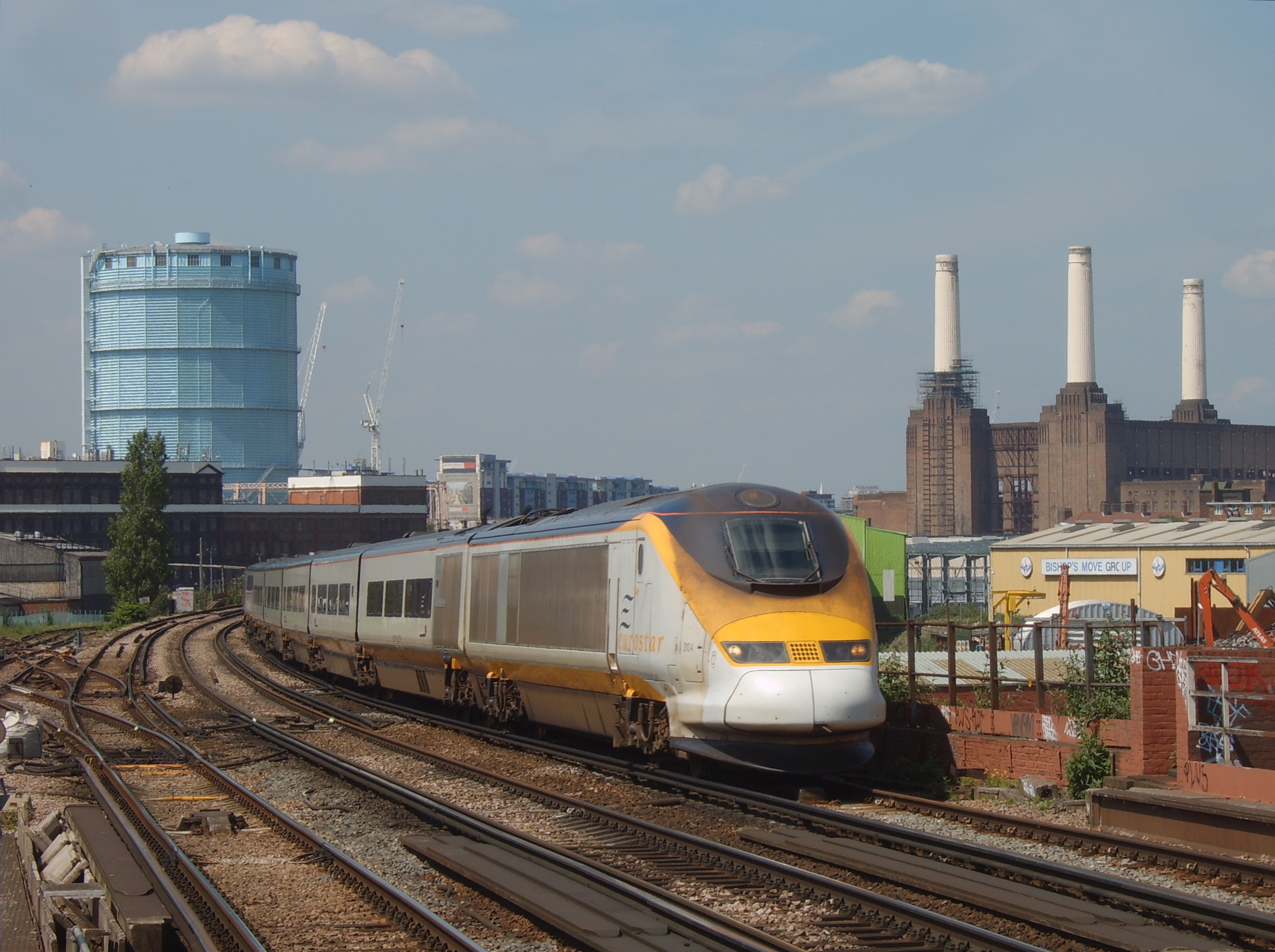
TMST als Eurostar in Londen, gevoed met derde rail, zonder bovenleiding
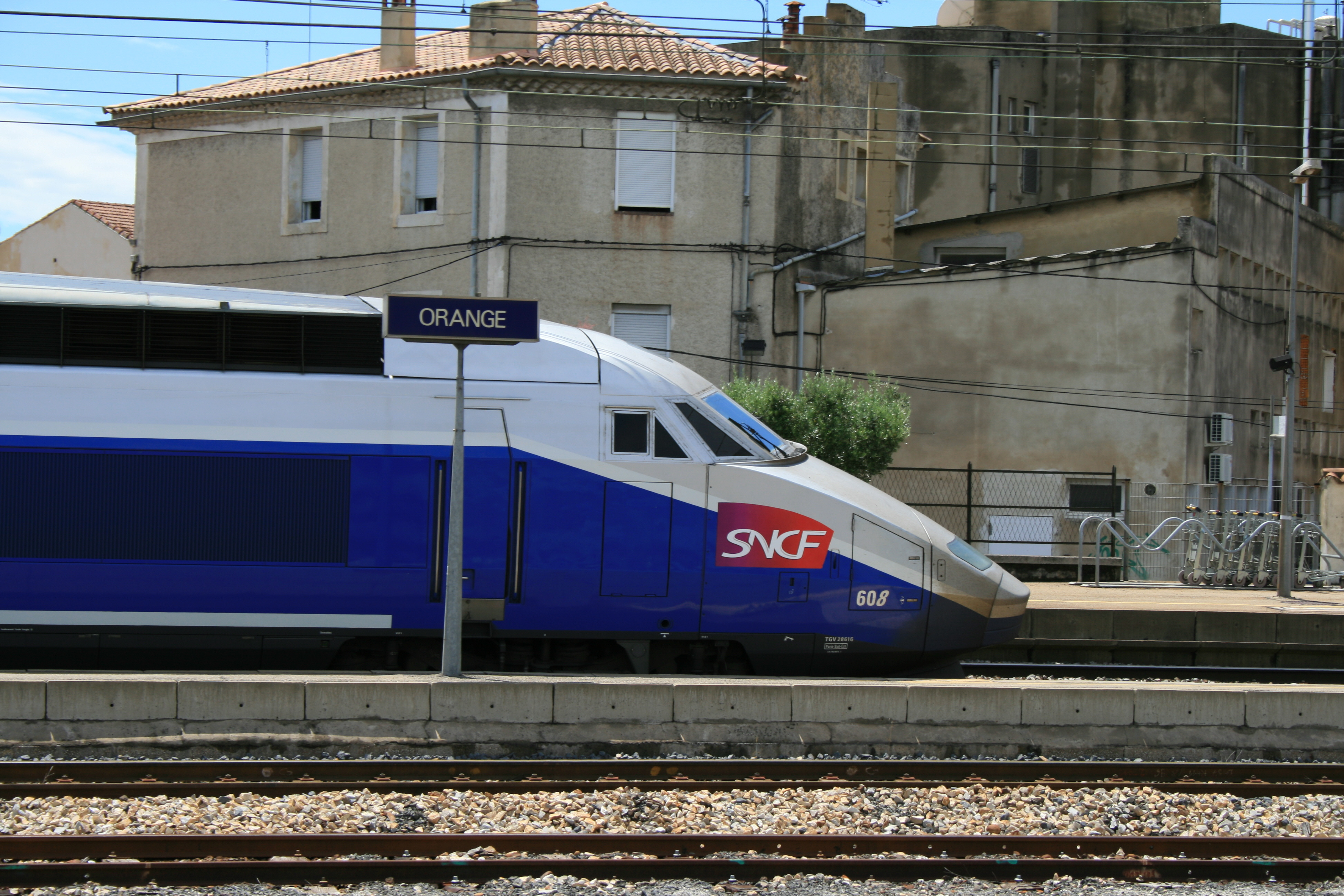
TGV-RD in Orange
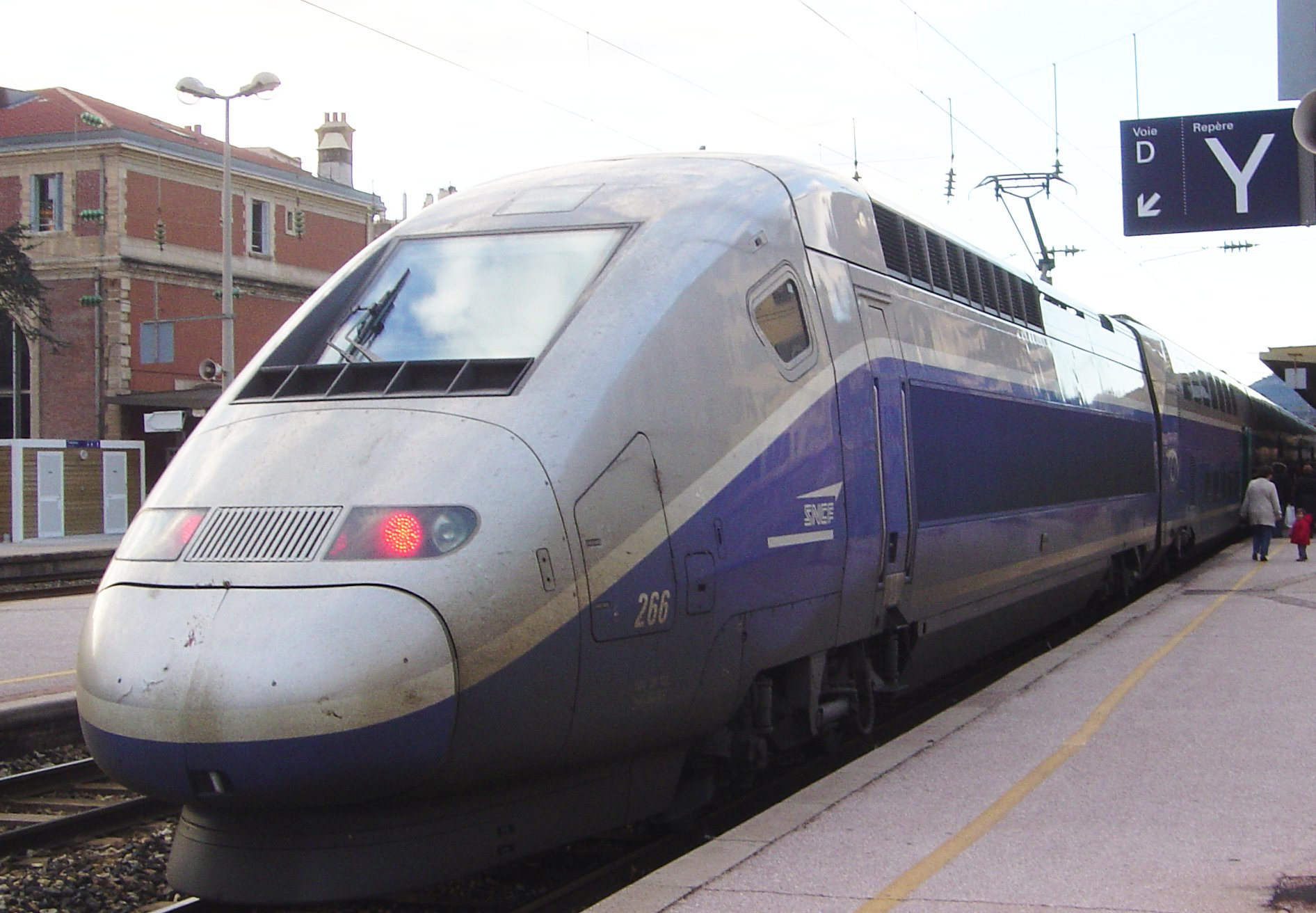
TGV-2N of TGV-Duplex
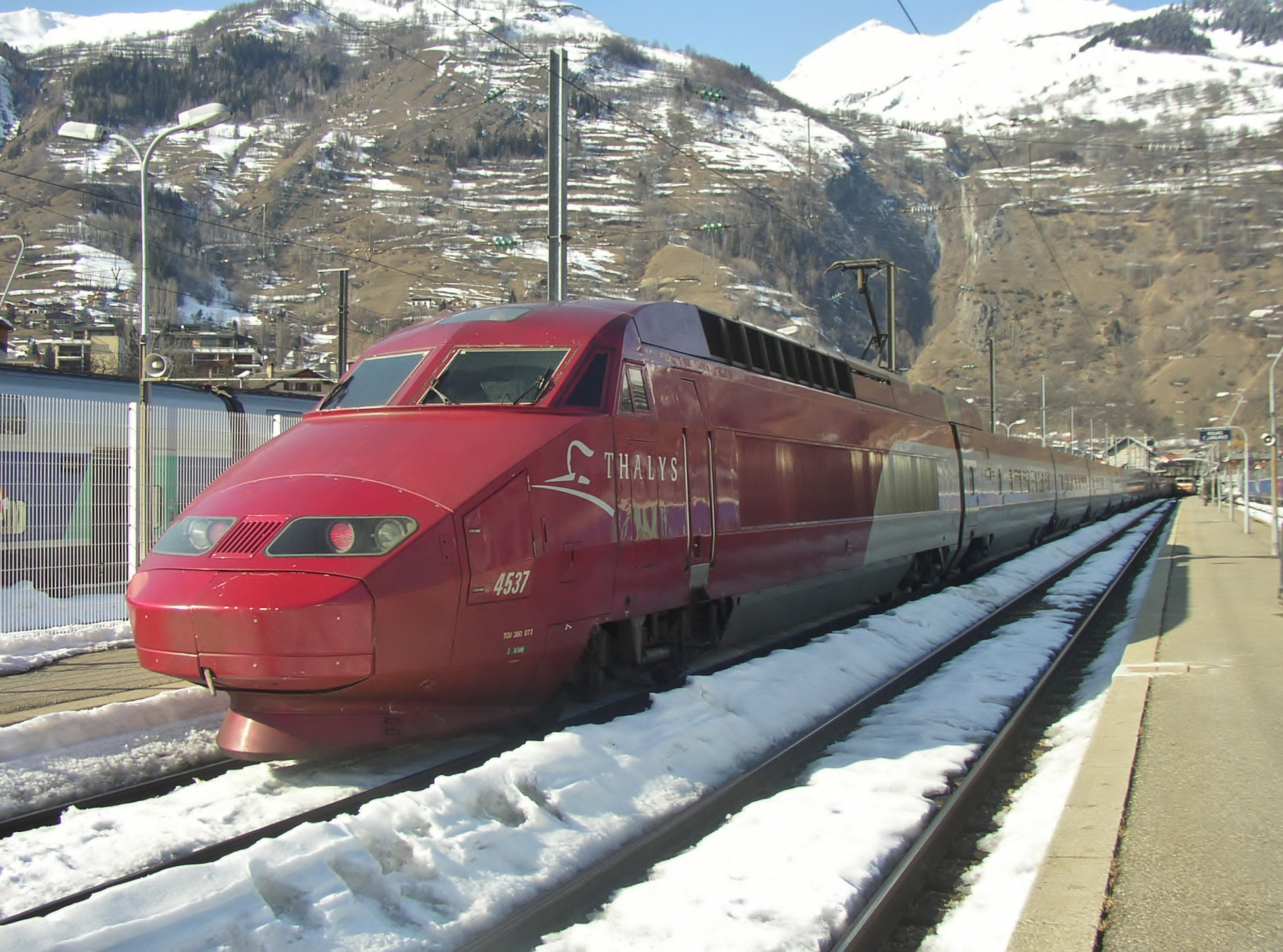
TGV PBA als Thalys in Bourg St.-Maurice
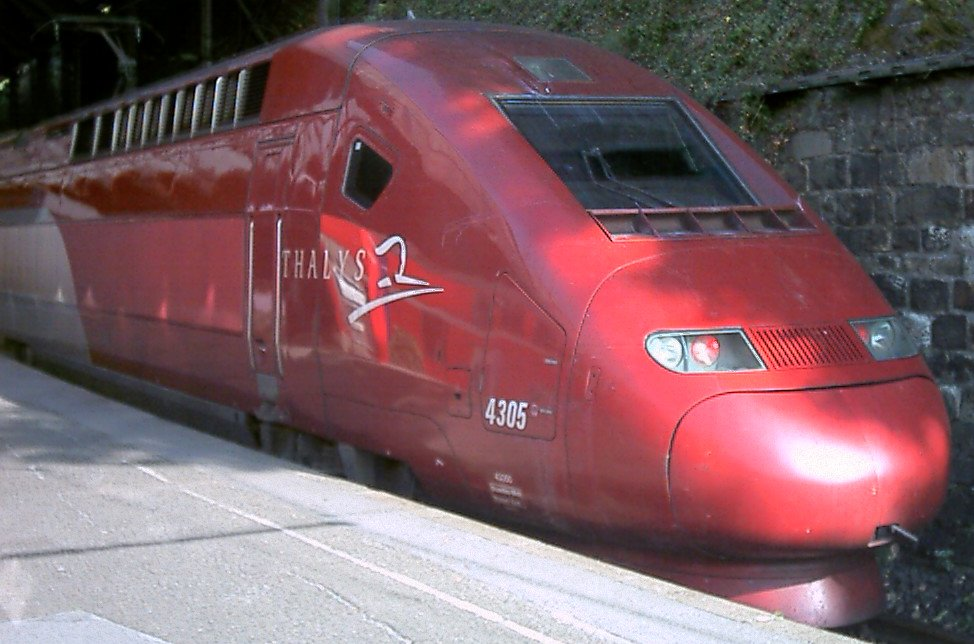
Thalys (TGV-PBKA)
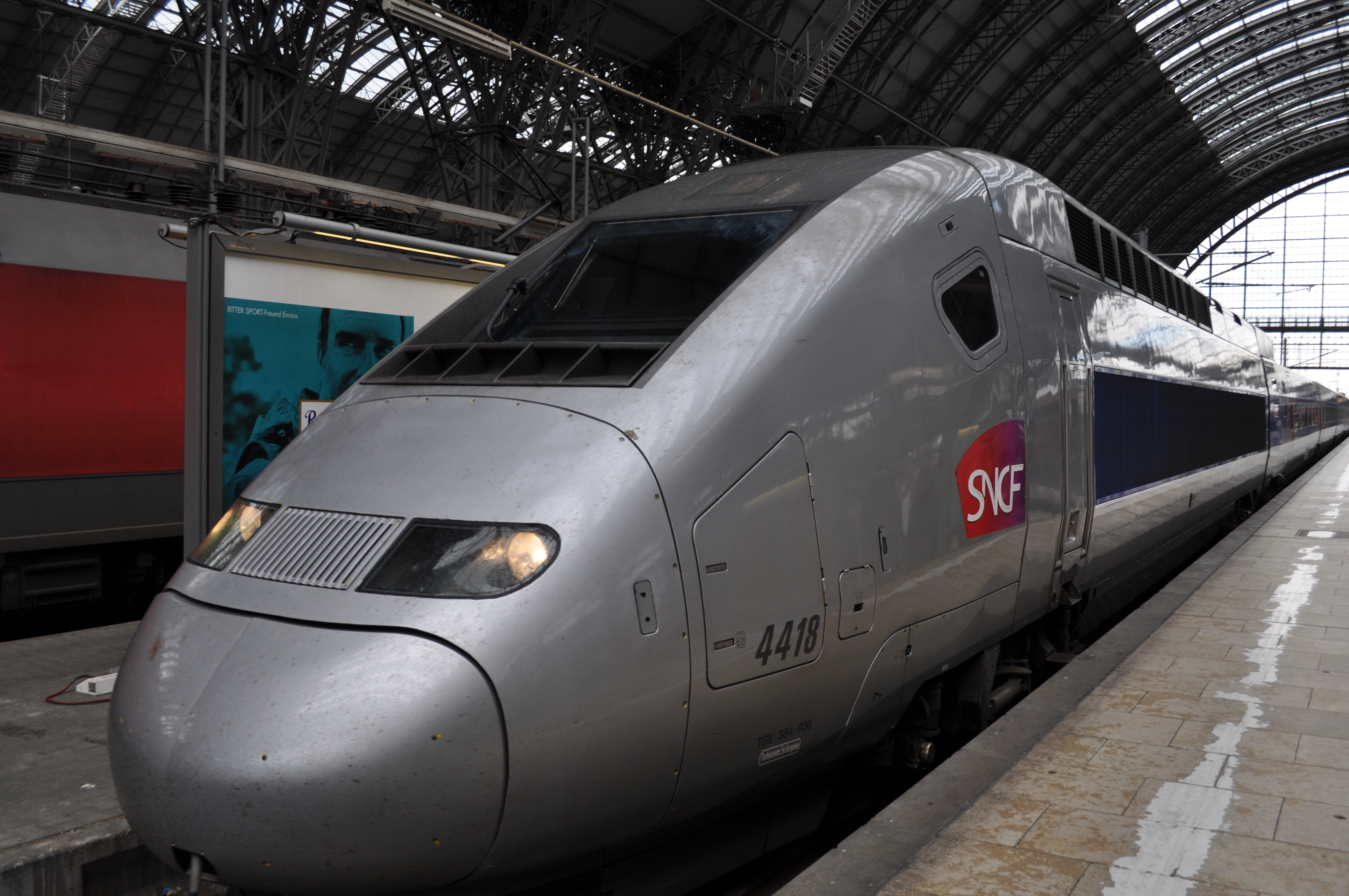
TGV-POS in Frankfurt
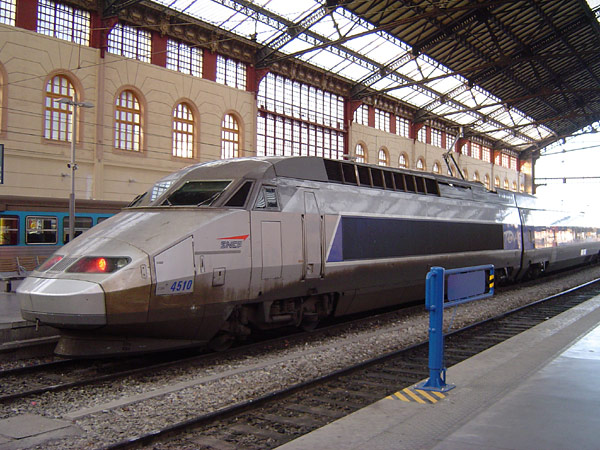
TGV-Réseau in station Marseille Saint-Charles

## Huisstijl
De TGV heeft in zijn looptijd grofweg drie huisstijlen gehad.
De eerste huisstijl was oranje, grijs en wit, en werd gebruikt vanaf het proefstel TGV 001. De SNCF meende dat deze kleuren gelijk stonden aan snelheid, hetgeen het belangrijkste was voor het imago van de TGV. De oranje kleur werd ook gebruikt in de eerste huisstijl van de Corail-rijtuigen.
Bij de komst van de TGV Atlantique werd een nieuwe huisstijl gepresenteerd, met de kleuren grijs en blauw. Deze huisstijl omvatte een kleuraanduiding voor de klassen: de eerste klas werd aangeduid met een rode, diagonale streep, en de tweede klas met een oceaan-groene streep.
Rond 2005 werd in deze huisstijl een lichte wijziging uitgevoerd, als ontworpen door Christian Lacroix: De eerste klas werd voortaan aangeduid met een groene kleur, en de tweede klas met een rood/paarse kleur. Ook de vorm van de kleuren werd kunstzinniger en minder strak.
In 2012 werd de nieuwe 'carmillon'-huisstijl gepresenteerd voor de TGV alsmede voor alle andere passagiersdiensten van de SNCF. Deze huisstijl is gelieerd aan de kleuren van het logo van de SNCF sinds 2005, en omvat de kleuren grijs, zwart, wit, paars en roze. De huisstijl wordt langzaam ingevoerd op het gehele TGV-park.
De nieuwe kleuren gaan gepaard met een nieuwe merknaam "InOui" - Buitengewoon. Met het oog op de liberalisering van het binnenlandse personenvervoer per spoor in Frankrijk hernoemt SNCF alle TGV-diensten naar "InOui". OuiGo is de merknaam voor low-budget-hogesnelheidstreinen van de SNCF met goedkopere tickets en minder comfort.

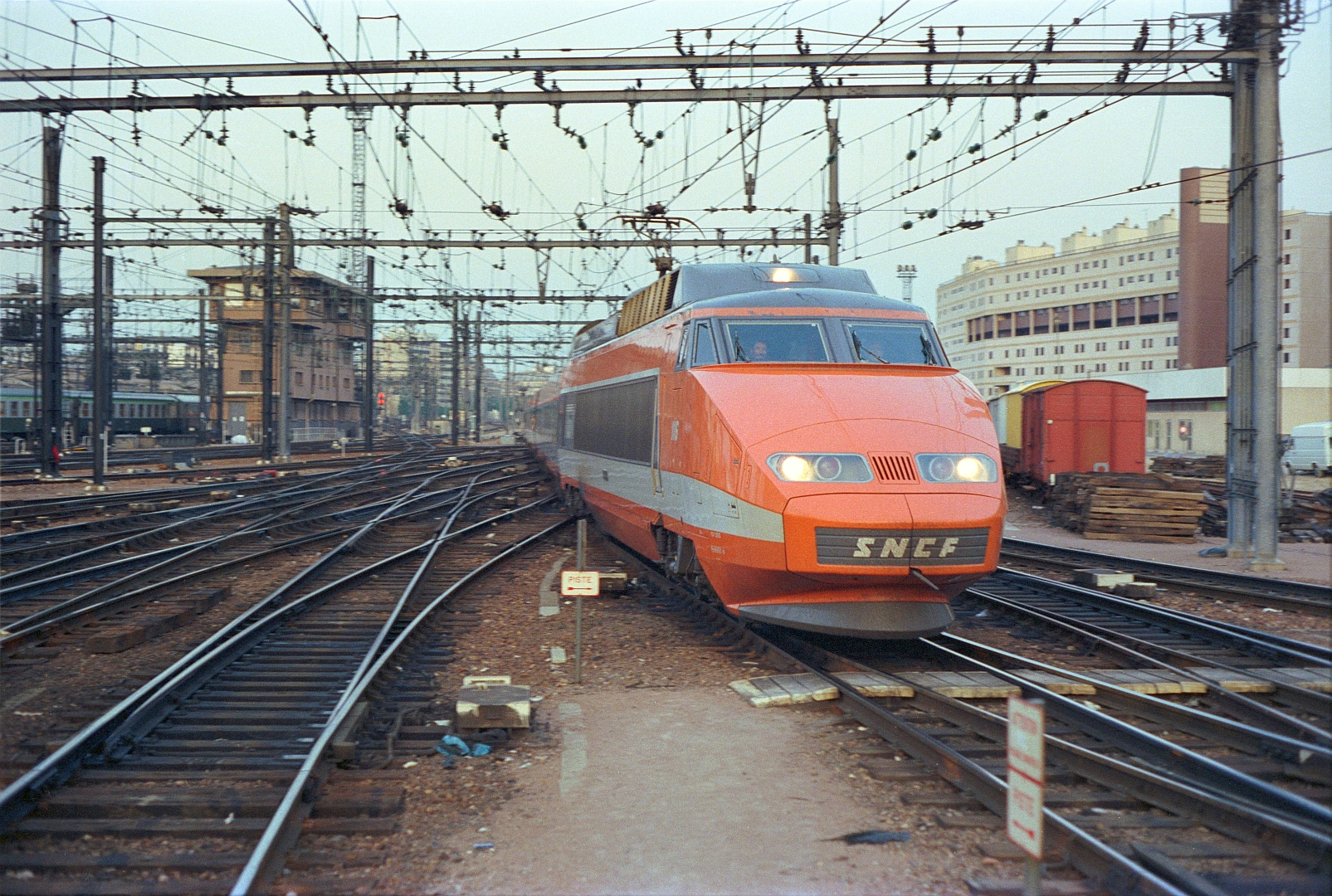
De eerste huisstijl
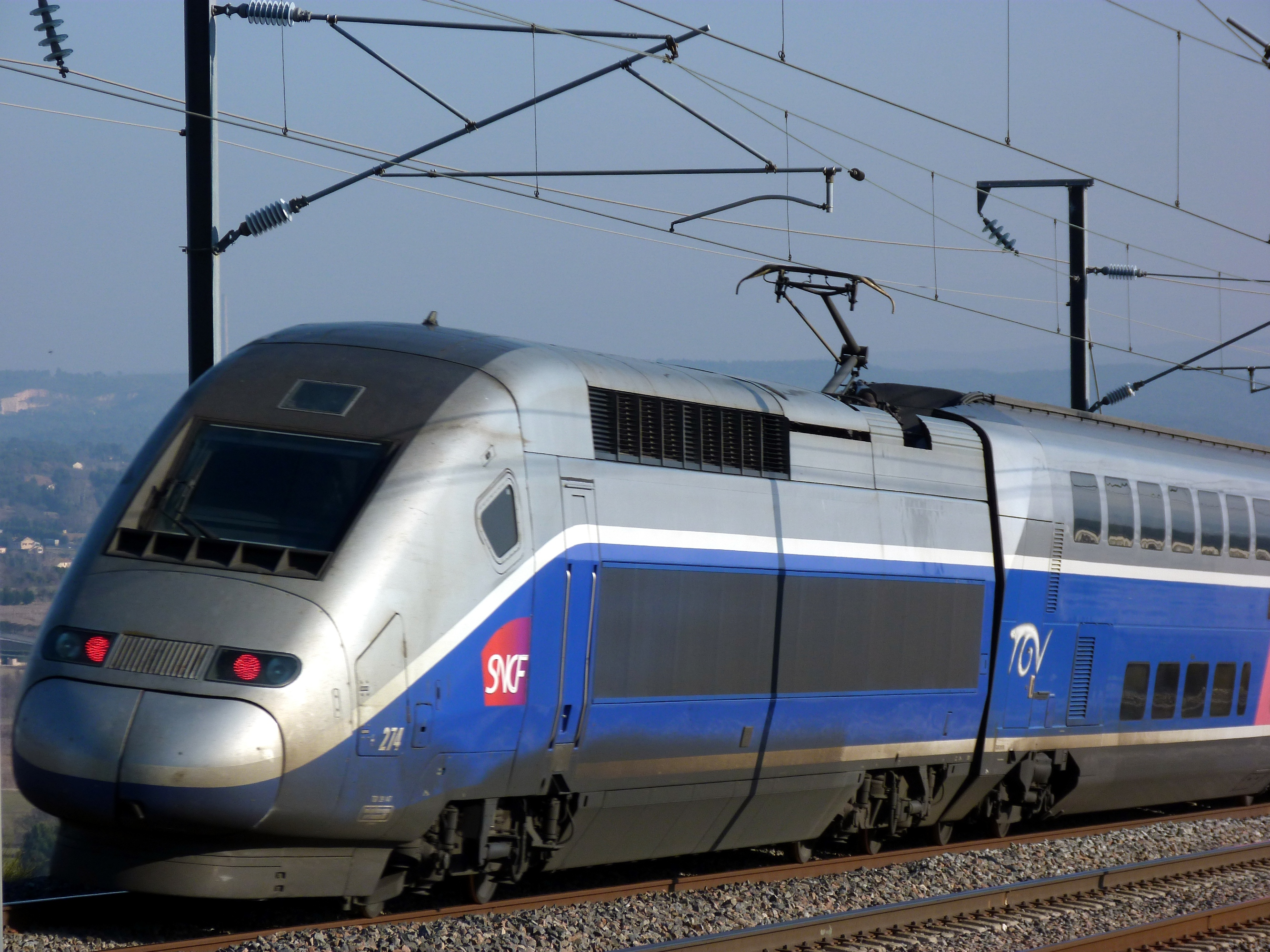
De 'Atlantique'-huisstijl
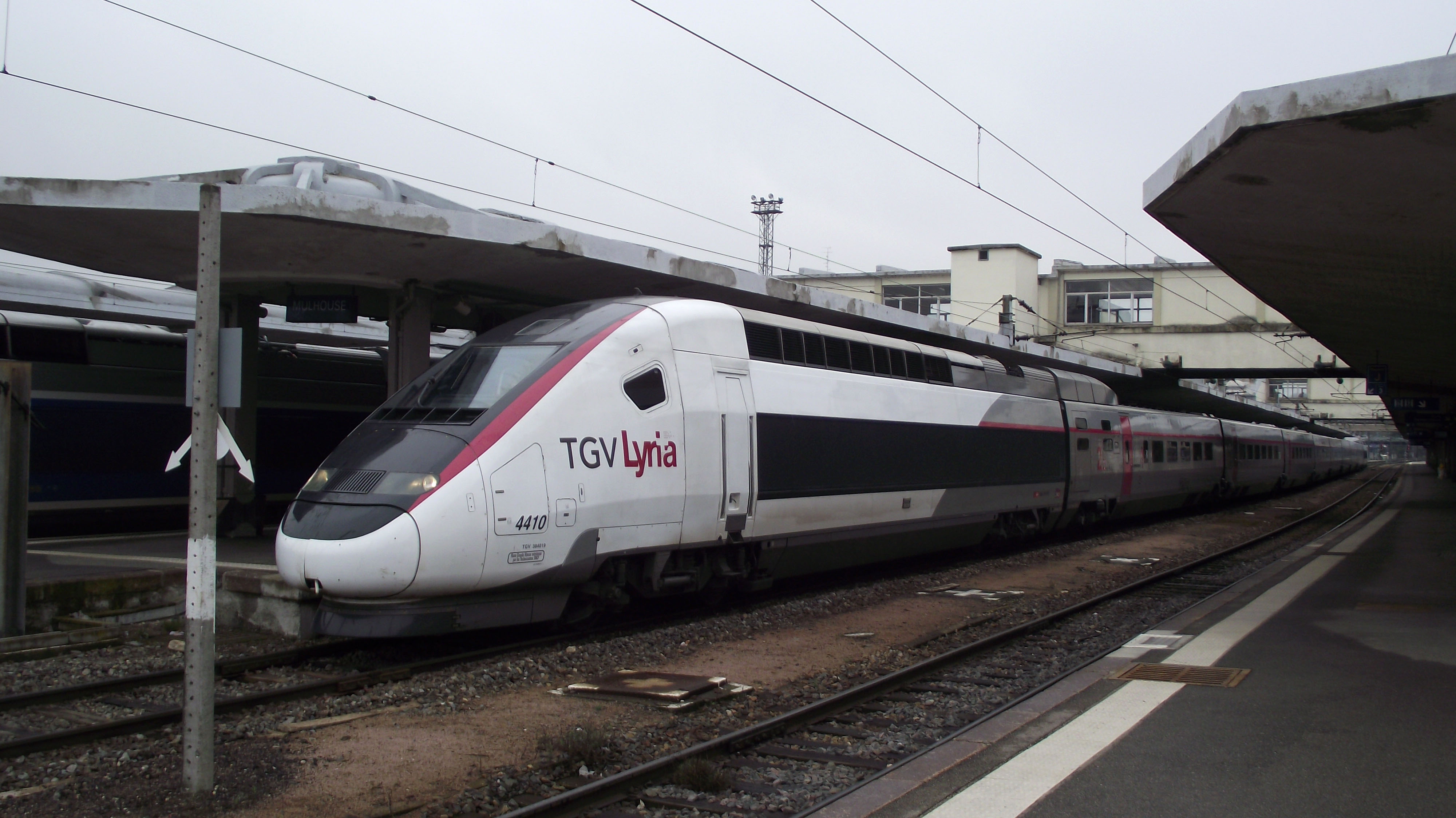
De witte huisstijl voor de Lyria-treindienst naar Zwitserland
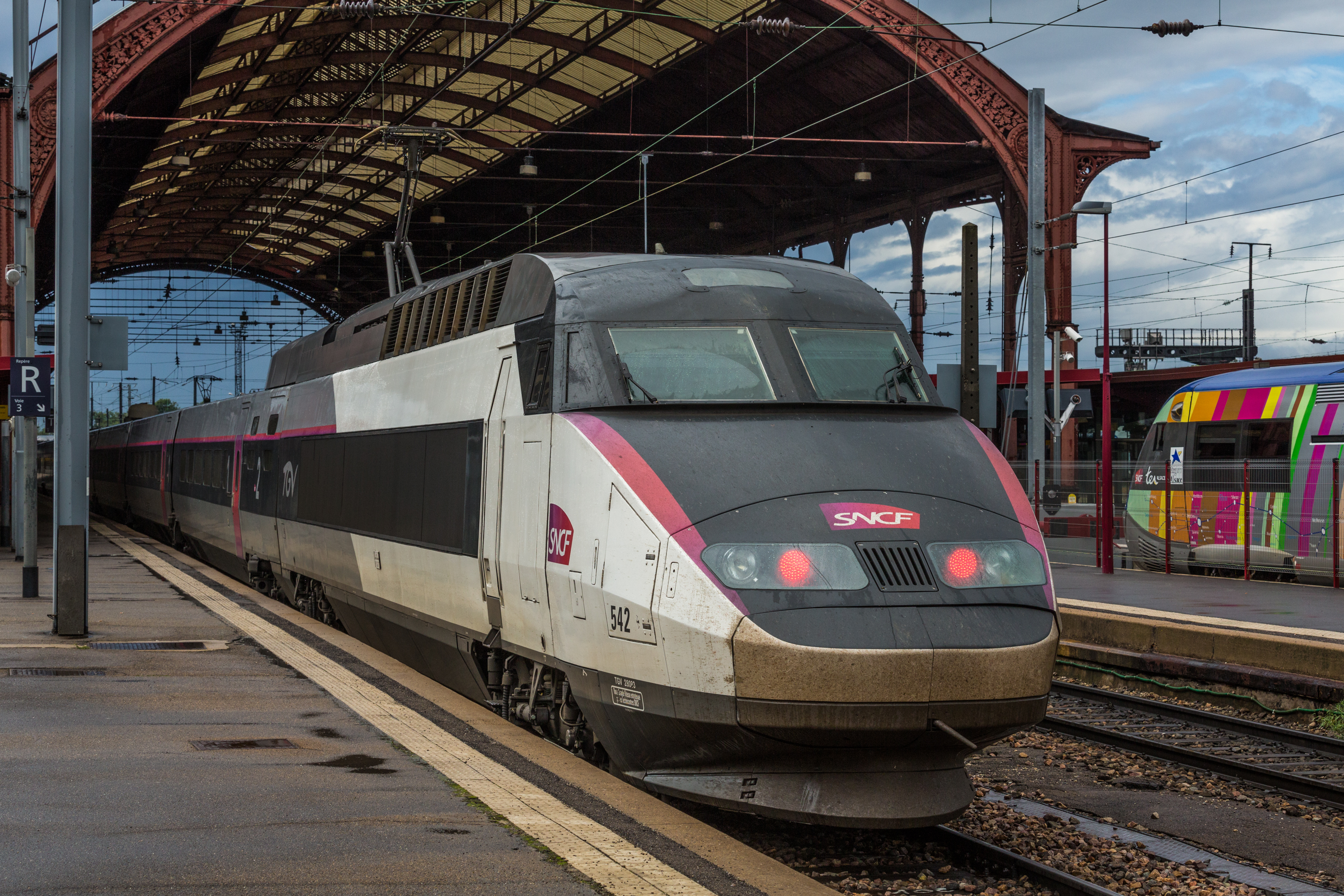
Een TGV-stel in de huidige 'carmillon'-huisstijl

## Economische gevolgen
De komst van een TGV-verbinding heeft vaak een grote invloed op de lokale economie. De reistijd naar Parijs is verkort, waardoor plaatsen gevoelsmatig centraler liggen, hetgeen investeerders aantrekt. Plaatsen als Tours en Reims liggen sinds de komst van de TGV op forensafstand van Parijs.
Daarnaast betekent de aanleg van een Ligne à Grande Vitesse een grote stimulans in de lokale economie, omdat met de bouw van een lijn miljarden gemoeid zijn. De arbeiders worden vaak uit de aanlegregio gehaald, hetgeen (tijdelijk) de werkloosheid vermindert. Ook zijn tot dusver alle TGV's gebouwd door het Franse Alstom, dat al deze treinen in Frankrijk liet bouwen.
De ingebruikname van de TGV heeft in een aantal gevallen geleid tot een verschuiving van luchtverkeer naar het spoor. In eerste instantie was dit het geval in Frankrijk op de binnenlandse vluchten, na het opstarten van de internationale Thalys- en Eurostar-verbindingen deed zich een gelijkaardig effect voor op de vliegroutes tussen de betrokken steden (Parijs, Londen, Brussel, Amsterdam).